# NGC 5189
NGC 5189 је планетарна маглина у сазвежђу Мува која се налази на NGC листи објеката дубоког неба.
Деклинација објекта је - 65° 58' 25" а ректасцензија 13h 33m 32,9s. Привидна величина (магнитуда) објекта NGC 5189 износи 12,1 а фотографска магнитуда 10,3. NGC 5189 је још познат и под ознакама IC 4274, PK 307-3.1, ESO 96-PN16, AM 1329-654, CS=14.1.